# Stazione di Roma San Lorenzo
La stazione di Roma San Lorenzo, chiamato spesso dai romani anche Scalo San Lorenzo, è uno scalo ferroviario posto sulle ferrovie Firenze-Roma linea lenta e Roma-Pescara. Si trova all'interno del quartiere omonimo ed è noto per essere stato uno degli obiettivi del bombardamento di Roma del 1943.

## Storia
Lo scalo di San Lorenzo venne attivato con il contiguo deposito delle carrozze ferroviarie in concomitanza con l'apertura del tronco Roma-Orte della ferrovia per Ancona ("Pio-Centrale"), il 1º aprile 1865. Con la costruzione dello scalo si stabiliscono nel quartiere nuovi abitanti, soprattutto ferrovieri e operai, e si migliora la viabilità stradale.

### Bombardamenti
Lo scalo è tristemente famoso per essere stato uno degli obiettivi dei bombardamenti del 19 luglio 1943, che ne distrusse gran parte degli impianti e dei binari. Passate le undici di quel giorno, una squadriglia aerea sorvolò lo scalo bombardandolo insieme al quartiere omonimo, il primo attacco centrò in pieno i binari insieme a due vagoni e un capannone; altri attacchi colpiscono e distruggono le cabine elettriche, gli scambi, i magazzini di smistamento, gli uffici e i convogli in sosta sui binari dello scalo. Le bombe devastano anche il viale dello scalo e il cimitero del Verano.
Lo stesso giorno doveva essere girato presso l'impianto un film chiamato Scalo merci.

### Anni 2000
Nel 2002, nell'ambito della riqualificazione del quartiere, lo scalo merci doveva essere spostato più a nord di Roma; tuttavia ciò non avvenne e l'impianto rimase nella sua posizione originaria.
Dal 2008 è stata attivata presso lo scalo una centrale fotovoltaica costituita da circa 2 800 moduli fotovoltaici con una potenza di picco di circa 470 kW, che nel 2012 ha prodotto circa 637 MWh di energia.

## Strutture e impianti
Lo scalo possiede molti edifici di servizio, tra cui delle rimesse locomotive, dei magazzini, depositi e svariati binari per i convogli in sosta. Si divide in più aree:
- area centrale, dove vi è gran parte degli impianti tra cui il deposito locomotive. Fino al 2014 era raccordata alla stazione di Roma Tiburtina, da allora è accessibile dai convogli solo dalla stazione di Roma Termini.
- area sud (Parco Prenestino), nei pressi della stazione di Roma Prenestina, consiste in un ampio fascio binari per i convogli. Fino al 2004 era raccordata alla stazione di Roma Prenestina, con i lavori di raddoppio della linea Roma-Pescara tale raccordo fu rimosso.

Le due aree sono connesse da un binario che sottopassa le ferrovie Roma-Firenze e Roma-Pescara.

## Movimento
In passato l'impianto era interessato soprattutto dal traffico merci, dalla soppressione di quest'ultimo viene utilizzato per il ricovero e la manutenzione di convogli passeggeri e locomotive.

## Interscambi
- Fermata tram

### Materiale fotografico
- Veduta aerea durante il bombardamento (confronto) (JPG), su digilander.libero.it.
- Veduta dopo il bombardamento (confronto) (JPG), su digilander.libero.it.
- Scalo San Lorenzo dopo il bombardamento, su romasparita.eu.
- Rimesse gravemente danneggiate, su romasparita.eu.
- Edifici bombardati, su romasparita.eu.
- Altra veduta dello scalo dopo i bombardamenti, su romasparita.eu.
- Ferrovia vicino allo scalo, su romasparita.eu.